# ایمی جی. برگ
ایمی جی. برگ (انگلیسی: Amy J. Berg؛ زادهٔ ۱۳ اکتبر ۱۹۷۰) یک فیلم‌نامه‌نویس، کارگردان فیلم و تهیه‌کننده اهل ایالات متحده آمریکا است.
از فیلم‌ها یا مجموعه‌های تلویزیونی که وی در آن‌ها نقش داشته است می‌توان به از شر شیطان نجاتمان ده اشاره نمود که فیلمی دربارهٔ رسوایی‌های جنسی کلیسای کاتولیک است.